# Patrick Pouyanné
Patrick Jean Pouyanné (sinh ngày 24 tháng 6 năm 1963) là chủ tịch và CEO của  Total.

## Thời trẻ
Patrick Pouyanné sinh ra tại Petit-Quevilly ở vùng Seine-Maritime ở Pháp. Anh dành một phần tuổi trẻ của mình ở Bayonne, nơi cha anh là giám đốc hải quan khu vực. Năm 20 tuổi, anh vào École Polytechnique nơi anh tốt nghiệp với bằng kỹ sư, giữ vị trí thứ 11 trong bảng xếp hạng bằng cấp. Sau đó, ông trở thành một kỹ sư của Corps des mines.

## Sự nghiệp
Pouyanné bắt đầu sự nghiệp của mình vào năm 1989 tại Bộ công nghiệp Pháp. Năm 1993, ông trở thành cố vấn kỹ thuật của Édouard Balladur, bộ trưởng đầu tiên của Pháp vào thời điểm đó. Năm 1995, ông trở thành cố vấn kỹ thuật cho môi trường và công nghiệp, và là giám đốc của François Fillon ngay sau đó tại Bộ trưởng Công nghệ thông tin và Vũ trụ từ năm 1995 đến 1996. Vào tháng 1 năm 1997, ông gia nhập công ty dầu khí Elf với tư cách là tổng thư ký cho công ty con Angolan. Hai năm sau, ông được đặt tên trong ban quản lý của bộ phận sản xuất thăm dò của Qatari.
Năm 2000, Total thu nhận Elf và Pouyanné giữ vị trí của mình trong tập đoàn mới này của Pháp đã gia nhập mười nhóm dầu khí quan trọng nhất trên thế giới. Năm 2002, ông trở thành phó chủ tịch cấp cao của bộ phận sản xuất thăm dò phụ trách hệ thống tài chính, kinh tế và thông tin, sau đó phụ trách phát triển kinh doanh và nghiên cứu và phát triển năm 2006.
Vào tháng 5 năm 2006, ông gia nhập ủy ban quản lý của Total, và được bổ nhiệm làm phó tổng giám đốc của bộ phận tinh chế và hóa học vào năm 2011. Ông gia nhập ủy ban điều hành của Total và được bổ nhiệm làm chủ tịch của bộ phận hóa chất tinh chế vào năm 2012.
Vào tháng 10 năm 2014, sau cái chết của Barshe de Margerie, CEO của tập đoàn, đã quyết định tách chức năng của "chủ tịch hội đồng quản trị" và "giám đốc điều hành". Pouyanné được bổ nhiệm làm CEO và chủ tịch ủy ban điều hành, trong khi Thierry Desmarest, khi đó là chủ tịch danh dự, đã được triệu hồi cho vị trí chủ tịch tạm thời.
Vào tháng 5 năm 2015, ông được bầu làm thành viên hội đồng quản trị của Total. Vào tháng 12, Pouyanné được bổ nhiệm làm chủ tịch và CEO của Total, kết hợp cả hai vai trò.

## Danh dự
Ông được phongHiệp sĩ danh dự vào tháng 9 năm 2015.